# Liburnia mexicana
Liburnia mexicana är en insektsart som först beskrevs av Crawford 1914.  Liburnia mexicana ingår i släktet Liburnia och familjen sporrstritar. Inga underarter finns listade i Catalogue of Life.